# Benet VII
Benet VII (Roma, ? – 10 de juliol del 983) fou Papa de l'Església catòlica del 974 al 983.
Es desconeix la data del seu naixement. D'origen romà i fill d'un tal David, parent d'Alberic II, del llinatge dels comtes de Túsculum, que va governar Roma del 932 al 954. Abans de ser papa era bisbe de Sutri. Va ser elegit papa l'octubre del 974, després de la mort de Benet VI, triat pels clergues i el poble romans sota la influència del comte Sicco, enviat de l'emperador Otó II.
L'elecció de Benet VII va agradar tant al partit imperial com a les famílies nobles romanes. Sicco va expulsar l'antipapa Bonifaci VII, que havia ordit l'assassinat de Benet VI. De fet, tant aviat com va ocupar el càrrec, el nou papa va convocar un sínode per excomunicar Bonifaci, però tot i així, l'antipapa va intentar actuar contra Benet VII, des dels territoris romans d'Orient del sud d'Itàlia, va intentar dur a terme un cop d'estat l'estiu del 980, que va obligar Benet VII a fugir de Roma i demanar auxili a l'emperador, i no va tornar fins al març de 981.
Amb el suport de l'emperador i de la poderosa família Crescenti, amb la qual estava relacionat, el seu regnat va ser pacífic. Va treballar de manera harmònica amb Otó II, ambdós van lluitar per frenar l'onada de simonia que regnava en el si de l'Església, contra la qual van publicar una encíclica el 981 prohibint la demanda de diners per conferir qualsevol orde sagrat. També van treballar per estendre més el monaquisme, molt vinculat llavors amb la idea de civilització.
Així mateix va convocar dos sínodes per a la reforma de les esglésies romana i germànica. Del sínode de Roma de 981, se'n va fer difusió per ordre seva a Catalunya a través del bisbe Miró Bonfill de Girona. Uns anys abans també va concedir privilegis a alguns monestirs catalans i a la canonja de Santa Maria de Besalú. D'altra banda, va enviar un sacerdot anomenat Jaume a la província d'Àfrica, d'acord amb la petició del poble de Cartago.
Al papa tan sols se li retreu que va acordar amb Otó Ii la dissolució del bisbat de Merseburg el 981, que va suposar un retrocés en la conversió al catolicisme dels territoris d'Europa central i dels pobles eslaus.
Va morir el 10 de juliol del 983 a Roma. Va ser enterrat a la basílica de la Santa Creu de Jerusalem, una de les esglésies patriarcals més antigues de la ciutat.